# Maxmilián Quido z Martinic
Maxmilián Guidobald hrabě z Martinic (16. březen 1664, Praha – 30. červen 1733, Vídeň) byl český šlechtic ze starobylého rodu Martiniců, zastával vysoké funkce u císařského dvora, vlastnil statky v severních Čechách a na Vysočině.

## Mládí a kariéra
Narodil se jako nejmladší syn nejvyššího hofmistra Maxmiliána Valentina z Martinic (1612–1677) a jeho manželky Anny Kateřiny, rozené Bukůvkové z Bukůvky (1624–1685). Absolvoval kavalírskou cestu po Evropě, pobýval například ve Francii. Patřil již ke generaci Martiniců, která se více než v Českém království uplatnila u císařského dvora ve Vídni a v diplomacii (jeho starší bratr Jiří Adam II. byl místokrálem v Neapoli).
Od mládí patřil ke dvoru arcivévody Josefa, pozdějšího císaře Josefa I., získal tituly c. k. komořího a tajného rady. Za vlády Josefa I. se stal nejvyšším maršálkem císařského dvora (1708–1711), poté byl nejvyšším hofmistrem císařovny Eleonory, vdovy po Leopoldovi I. (1711–1720). V roce 1721 získal Řád zlatého rouna.

## Majetek a rodina
Ještě jako nezletilý zdědil po otci (1677) panství Ahníkov a Prunéřov na Chomutovsku. Renesanční zámek v Ahníkově byl sídlem správy panství, zatímco Prunéřov sloužil pro občasné pobyty rodiny, i když Maxmilián Guidobald se tu zdržoval jen výjimečně. Na prunéřovském panství byl z jeho iniciativy v Boleboři postaven lovecký zámek s kaplí. Spolu se sourozenci zdědil v roce 1685 po matce východočeské panství Bystré, které pak o rok později společně prodali za 175 000 zlatých hraběti Janu Pavlovi z Walderode. Po starším bratrovi Jaroslavu Bernardovi zdědil v témže roce 1685 statek Hořepník na Vysočině. Historie zámku v Hořepníku (někdy uváděného jen jako panský dům) není zcela objasněna, pravděpodobně vznikl někdy v první polovině 18. století.
Manželství uzavřel ve Vídni 3. května 1690 s hraběnkou Marií Bonaventurou z Althannu (1667–1709), dcerou diplomata Michaela Václava z Althannu. Tento sňatek mimo jiné přispěl k jeho postavení u dvora, protože jeho švagrem byl například neapolský místokrál kardinál Michal Bedřich z Althanu (1680–1734) nebo kníže Ferdinand August z Lobkovic (1655–1715). Z manželství se narodil pokračovatel rodu Jan Josef Karel (1692–1738), mladší syn Karel Josef (1699–1769) se oddal církevní dráze a byl proboštem na Vyšehradě. V křestních jménech synů se zřetelně odráží fakt, že otec působil u dvora arcivévodů Josefa a Karla. Podruhé se Maxmilián Guidobald oženil v pokročilém věku v roce 1720 s hraběnkou Marií Kateřinou Trautsonovou (1691–1769).